# Elżbieta Wojcieszko-Głuszko
Elżbieta Aleksandra Wojcieszko-Głuszko – polska prawniczka, doktor habilitowany nauk prawnych.

## Życiorys
W 1982 r. ukończyła studia administracyjne na Uniwersytecie Jagiellońskim, w 1992 r. obroniła pracę doktorską pt. Ochrona prawna znaków towarowych powszechnie znanych w prawie polskim na tle prawnoporównawczym, której promotorem był prof. Janusz Szwaja, w 2005 r. habilitowała się. Pracuje na stanowisku adiunkta w Katedrze Prawa Własności Intelektualnej na Wydziale Prawa i Administracji Uniwersytetu Jagiellońskiego.